# Гладстон, Герберт, 1-й виконт Гладстон
Герберт Джон Гладстон, 1-й виконт Гладстон (англ. Herbert John Gladstone, 1st Viscount Gladstone; 1854—1930) — британский политик, член Либеральной партии, министр внутренних дел Великобритании (1905—1910), 1-й Генерал-губернатор Южно-Африканского Союза. Младший сын Уильяма Гладстона.

## Биография

### Происхождение и ранние годы
Герберт Джон Гладстон родился 18 февраля 1854 года в Лондоне. Его отцом был известный государственный деятель и писатель — Уильям Гладстон. Мать — Кэтрин Гладстон была дочерью Сэра Стивена Ричарда Глинна, архитектора-любителя и земледельца. Учился в Итонском колледже, затем поступил в 1872 году в Оксфордский университет, где изучал классическую и современную историю.

### Карьера
После окончания университета Гладстон читал лекции по истории в Кэбл-колледже на протяжении трёх лет (с 1877 по 1880 год).
Параллельно с преподавательской деятельностью до 1881 года работал в качестве одного из личных секретарей своего отца. В 1881 году получил назначение на должность главного парламентского партийного организатора либералов (англ. Liberal whip), а также одного из лордов-комиссаров казначейства (в период с 24 августа 1881 года по 29 июня 1885 года). В 1882 года посетил Ирландию в рамках правительственного визита. По протекции своего отца в 1886 году был назначен на должность финансового секретаря при Военном министерстве Великобритании, а затем заместителем государственного секретаря Министерства внутренних дел. На этой должности он находился с 1892 по 1894 год. В период с 1894 по 1895 год служил первым комиссаром работ в Либеральном правительстве под руководством Арчибальда Филиппа Примроуза. После того, как Либеральная партия находилась в оппозиции с 1899 по 1905 год, Гладстон бессменно занимал должность главного парламентского партийного организатора либералов. В это время он играл главную роль среди либералов сторонников второй англо-бурской войны.
В декабре 1905 года был назначен министром внутренних дел Великобритании. В дальнейшем, занимая эту должность на протяжении четырёх лет, он работал под руководством премьер-министра Генри Кэмпбелл-Баннермана (до 1908 года) и Герберта Генри Асквита (с 1908 по 1910 год). За время своей деятельности на посту министра внутренних дел Великобритании Гладстон сыграл видную роль в проведении политики коллективизма, чем кардинально отличался от своего отца, сторонника политики разумного невмешательства государства. Герберт Гладстон подготовил и провёл через Палату общин следующие законы: Закон «о компенсации работникам» (1906 год), Закон «о регулировании угольных шахт» (1908 год), Закон «о детях» (1908 год), Закон «о торговых советах» (1909 год).
Гладстон оказывал полную поддержку полиции Великобритании в их усилиях по борьбе с движением суфражисток. Несмотря на продуктивную деятельность на своем посту в 1908 году его обвинили в халатности. Более того, король Эдуарда VII выступил с категорическим осуждением Гладстона за отсутствие с его стороны жёстких и решительных мер по предупреждению беспорядков по случаю важного римско-католического шествия по улицам Лондона.
После этого скандала Эдуард VII отправил Гладстона в отставку. Однако, в 1910 году он был назначен на должность генерал-губернатор Южно-Африканского Союза. На время короткого мирного периода, что выдался во время второй англо-бурской войны, на Гладстона была возложена задача организовать и наладить работу правительства для управления королевством-доминионом Британского содружества. В мае 1910 года он прибыл в Кейптаун. Первым своим распоряжением он назначил (без обсуждения и выборов) генерала и политического деятеля Луиса Боту — первым премьером. Также он поручил ему сформировать конституционное правительство и в ноябре 1910 года начал работу первый парламент Южно-Африканского Союза. В 1912 году Гладстон столкнулся с политическим кризисом, что парализовал политическую жизнь ЮАС, который достиг такого размаха, что в 1913 году генерал-губернатор вынужден был объявить военное положение. В 1914 году он был отстранён от занимаемой должности, после чего вернулся в Великобританию. В период с 1922 по 1923 годы работал в штабе Либеральной партии пытаясь объединить и реорганизовать партию после раскола 1916—1918 года. В 1924 году посетил Болгарию.